# Donja Dolina
Donja Dolina är en ort i Bosnien och Hercegovina.   Den ligger i entiteten Republika Srpska, i den norra delen av landet, 160 km nordväst om huvudstaden Sarajevo. Donja Dolina ligger 91 meter över havet och antalet invånare är 126.
Terrängen runt Donja Dolina är mycket platt.Närmaste större samhälle är Bosanska Gradiška, 12,9 km väster om Donja Dolina. 
Omgivningarna runt Donja Dolina är en mosaik av jordbruksmark och naturlig växtlighet. Runt Donja Dolina är det ganska tätbefolkat, med 67 invånare per kvadratkilometer.